# Congregació Cristiana al Brasil
La Congregació Cristiana al Brasil (Congregação Cristã no Brasil, en portuguès) és una denominació evangèlica pentecostal fundada pel missioner italo-americà Luigi Francescon (1866-1964).

## Doctrina
Acord els 12 articles de la Fe, la doctrina de la Congregació Cristiana poden resumir de la següent manera: 
- Creença en la Bíblia com infalible Paraula de Déu, inspirada per l'Esperit Sant;
- Creença en la Trinitat i en la naturalesa Divina i Humana de Jesucrist;
- Salvació per la Fe segons la Gràcia de Déu;
- Pràctica del baptisme per la immersió;
- Pràctica del Sant Sopar;
- Creença en el Baptisme de l'Esperit Sant, com l'evidència inicial de parlar en noves llengües, com en altres fenòmens com miracles, cures, visions, etc.
- La Congregació Cristiana també espera la tornada de Jesucrist, la resurrecció dels morts i el Judici Final.

## Pràctica
L'església assegura intentar seguir els ensenyaments apostòliques, tal com consten en la Bíblia doncs, per a ella, encara que els temps avancen i muden, la Paraula de Déu es manté invariable. En conseqüència d'això, creu en la predicació espontània (creient tenir base en la revelació de l'Esperit Sant); l'ús voluntari del vel per a les dones; a casa d'oració, durant l'ofici de culte, els homes se sentin a una banda i les dones en l'altre. Així mateix l'església no cobra delme dels seus membres i els seus predicadors no reben salari de l'església, creient estar seguint l'exemple de l'apòstol Pau, ja que cada un té el seu propi treball civil, així com qualsevol membre de la Congregació, que es manté per l'esperit voluntari dels seus membres, sense l'expectativa de rebre diners o béns. Només s'accepten ofrenes voluntàries i anònimes els fruits es destinen íntegrament per al benefici de la mateixa entitat. Aquestes pràctiques, entre d'altres, generen una assegurada singularitat entre el Protestantisme brasiler, fet que, de vegades, pot portar a l'oposició entre la Congregació Cristiana i altres denominacions evangèliques brasileres.